# Когда поют соловьи
«Когда поют соловьи» — советский художественный фильм 1956 года режиссёра Евгения Брюнчугина.

## Сюжет
В колхозе «Труд» его председатель Завирюха создаёт все условия для работы доярки Кати Квитко, его цель — показать Катю в соцсоревновании как рекордсменку по надоям, прославить, а заодно и прославиться самому. Чтобы не портить отчётность, Завиюха самых плохоньких коров отдаёт Марьяне Куделе, лучшей доярке, но постоянно критикующей его методы руководства колхозом. Катя, к которой много внимания репортёров, начинает зазнаваться и не замечать влюбленного в неё зоотехника Василия, с которыми у неё складывались отношения. Легко получая рекордные надои с хороших коров, Катя больше внимания уделяет парадной шумихе, и по её недосмотру погибает корова-рекордистка Волшебница. Катя занимает лишь пятое место по надоям. Марьяна же, выхаживая своих казалось бы никудышных коров, трудясь на ферме с утра до вечера, вскоре выходит на первое место, одновременно помогая Кате восстановить отношения с Василием.

## В ролях
- Надежда Чередниченко — Катя Квитко
- Ада Роговцева — Марьяна Куделя
- Валентин Грудинин — Тимофей Тимофеевич Завирюха, председатель колхоза «Труд»
- Юрий Мажуга — Василий Захарович Мороз, зоотехник
- Дмитрий Дубов — Фёдор
- Зинаида Юрченко — Василина
- Виктор Мягкий — Александр Иванович, секретарь райкома
- Антон Дунайский — Остапович
- Нонна Копержинская — Устина
- Софья Карамаш — Демидовна, мать Кати
- Ольга Ножкина — Горпина Афанасьевна, мать Марьяны
- Олег Борисов — Кузя, шофёр председателя
- Юрий Лысенко — Панас, кладовщик
- Леонид Данчишин — Петро
- Дмитрий Капка — пастух
- Миша Чернов — Митька, подпасок
- Пётр Михневич — Ферапонт
- Евгений Балиев — корреспондент

Автор сценария — Лидия Компаниец — в эпизодичной роли колхозницы, приехавшей на совещание животноводов.